# Мур, Джеффри
Джеффри Скотт Мур (англ. Jeffrey Scott Moore; род. 1962, Джолиет, штат Иллинойс) — американский химик, профессор материаловедения и инженерии в Университете Иллинойса в Урбане-Шампейне.

## Ранние годы и образование
Джеффри Скотт Мур родился в 1962 году недалеко от Джолиет, штат Иллинойс. В 1984 году получил степень бакалавра наук по химии, в 1989 году получил степень PhD в области материаловедения и инженерии в Иллинойского университете. Работал совместно с Сэмюэлем Ступпом над молекулярной организацией полимеров, разработал новую технологию полиэтерификации высокомолекулярных полиэфиров при комнатной температуре.

## Научная карьера
После непродолжительной работы в качестве постдокторанта в Калифорнийском технологическом институте совместно с Робертом Граббсом поступил на химический факультет Мичиганского университета в Анн-Арборе штата Мичиган в 1990 году.
1993 году Мур вернулся на химический факультет Иллинойсского университета. В настоящее время является профессором материаловедения и инженерии, заведующим кафедрой, а также членом лаборатории исследования материалов и с 1994 года
преподавателем по совместительству в Институте передовых наук и технологий им. Бекмана Университета Иллинойса.
Будучи преподавателем, Джеффри Мур разработал новаторские подходы к преподаванию органической химии в университете, объединяя онлайн-ресурсы, веб-трансляции и веб-конференции, а также активное поощрение обучения, основанного на любопытстве, участии студентов в решении различных сложных задач. С января 2011 года занимал должность советника факультета Общества постдокторантов Иллинойского университет. Известен «инновациями, которые значительно повлияли на общественную дискуссию о том, как студенты должны учиться и о том, как создать оптимальную образовательную среду»
Он изменил свой курс таким образом, что смог включать сложные, открытые задачи, над которыми студенты работают вместе, под руководством самого Джеффри Мура и других наставников. ... Решая реальные проблемы, учащиеся учатся принимать на себя просчитанные риски, преодолевать неопределенность и упорствовать, несмотря на неудачи...
С 2012 по 2013 год Джеффри Мур исполнял обязанности главы химического факультета Иллинойского университета. В 2014 году был назначен профессором Медицинского института Говарда Хьюза, затем стал директором Института передовых наук и технологий им. Бекмана в мае 2017 года, после того как с апреля 2016 года занимал должность временной главы университета.

## Научные исследования
Опираясь на физическую органическую химию и материаловедение, научная группа Джеффри Мура из Университета Иллинойса изучает процесс синтеза больших органических молекул и стремится к получению новых полимеров. В ранних работах Мура использовали фенилацетиленовый компонент при создании наноразмерных структур (например, макроциклы и дендримеры). Активно изучал структуры макромолекул, например, молекулярную структуру фолдамеров.
Удалось разработать полимеры, которые могут реагировать на механическую активацию. Одна из целей его исследовательской деятельности — разработка чувствительных к механической активации полимерных материалов, которые будут более безопасными и долговечными, чем сегодняшние низкомолекулярные аналоги. Работая совместно со Скотом Уайт и Нэнси Соттос, разработал самовосстанавливающиеся полимерные материалы. Джеффри Мур показал, что микрокапсулированные «заживляющие агенты» могут полимеризоваться, что позволяет восстановить повреждённые участки, такие как трещины размером меньше человеческого волоса.
Адаптивные материалы изменяют свою структуру или цвет в ответ на внешние воздействия, например, высокое напряжение, что позволяет получить сигнал о том, что возможно образования трещин в материале при данных условиях эксплуатации. Команда Мура разработала датчики, которые могут обнаружить источник механического воздействия и реагировать на него. Например, молекулярный зонд может изменить цвет, что сигнализирует о возможности повреждения. В 2005 году Джеффри Мур совместно с Дженнифер Льюис и коллегами продемонстрировали светочувствительный монослой, который можно использовать для создания коллоидных жидкостей, гелей и кристаллов, чьи поверхностный заряд и химическая структура будут изменяться в зависимости от воздействия на них ультрафиолетового излучения. Также Мур с коллегами создали термочувствительные микросферы, которые реагируют на такие условия являения, как тепловой разгон литий-ионных батарей.
Мур, Соттос и Уайт продемонстрировали новый механохимический подход к воздействию на вещество путём механической сил смещения пути реакции, что позволяет отдать предпочтение определенным химическим превращениям над другими в химических реакциях. Такой подход позволяет ученым получать продукты реакции, которые невозможно получить в обычных условиях.
В 2014 году команда Мура продемонстрировала двухстадийный процесс, который позволяет регенерировать крупные области повреждения, например, пулевое отверстие. Адаптивный материал сначала создает каркас, который затем заполняется путём протекания вторичных химических реакций.
Мур был главным исследователем или соучредителем ряда федеральных и корпоративных грантов, часто работая с коллегами из разных дисциплин. В 2007 году, как руководитель отдела механохимически активных полимерных композитов, он стал одним из победителей конкурса грантов Министерства обороны в рамках многоуниверситетской исследовательской инициативы (MURI).
С 2012 года Мур стал ведущим исследователем в межуниверситетском проекте по аккумуляторам и средствам накопления энергии совместно с министерством энергетики (DOE) и Арагоннской национальной лабораторией, которая будет сотрудничать с университетами и частными фирмами в разработке аккумуляторов и технологий хранения энергии нового поколения, подходящих для использования в электрических и гибридных автомобилях. Группа Джеффри Мура изучает окислительно-восстановительные молекулы и макромолекулы, чтобы разработать макромолекулярные конструкции для неводных проточных окислительно-восстановительных систем.
Джеффри Мур опубликовал более 300 статей в таких журналах, как Macromolecules, Journal of Chemical Education, Advanced Materials и Journal of Materials Chemistry. Он также работал младшим редактором журнала Американского химического общества с июля 1999 по 2013 год.

## Награды
Он был избран членом Национальной академии наук, Королевского химического общества, Американской ассоциации развития науки и Американской академии искусств и наук (2008). Также он является членом Американского химического общества (ACS, 2010).
Среди его наград — стипендия Альфреда Слоуна (1997 г.), стипендия имени Артура Коупа (1996 г.) и премия NSF Young Investigator (1992 г.).
В 2014 году Мур был назначен профессором Медицинского института Говарда Хьюза. В 2015 году он получил премию Leete от Американского химического общества за «выдающийся вклад в обучение и исследования в области органической химии».

### Самовосстанавливающиеся материалы
- White, S. R.; Sottos, N. R.; Geubelle, P. H.; Moore, J. S.; Kessler, M. R.; Sriram, S. R.; Brown, E. N.; Viswanathan, S. (2001-02-15). Autonomic healing of polymer composites. Nature. 409 (6822): 794–797. doi:10.1038/35057232. PMID 11236987.
- Toohey, Kathleen S.; Sottos, Nancy R.; Lewis, Jennifer A.; Moore, Jeffrey S.; White, Scott R. (2007-06-10). Self-healing materials with microvascular networks. Nature Materials. 6 (8): 581–585. doi:10.1038/nmat1934. PMID 17558429.
- Caruso, Mary M.; Blaiszik, Benjamin J.; White, Scott R.; Sottos, Nancy R.; Moore, Jeffrey S. (2008-07-09). Full Recovery of Fracture Toughness Using a Nontoxic Solvent-Based Self-Healing System (PDF). Advanced Functional Materials. 18 (13): 1898–1904. doi:10.1002/adfm.200800300.
- Wilson, Gerald O.; Henderson, James W.; Caruso, Mary M.; Blaiszik, Benjamin J.; McIntire, Patrick J.; Sottos, Nancy R.; White, Scott R.; Moore, Jeffrey S. (2010-06-15). Evaluation of peroxide initiators for radical polymerization-based self-healing applications (PDF). Journal of Polymer Science Part A: Polymer Chemistry. 48 (12): 2698–2708. Bibcode:2010JPoSA..48.2698W. doi:10.1002/pola.24053.
- Esser-Kahn, Aaron P.; Thakre, Piyush R.; Dong, Hefei; Patrick, Jason F.; Vlasko-Vlasov, Vitalii K.; Sottos, Nancy R.; Moore, Jeffrey S.; White, Scott R. (2011-08-23). Three-Dimensional Microvascular Fiber-Reinforced Composites (PDF). Advanced Materials. 23 (32): 3654–3658. doi:10.1002/adma.201100933. PMID 21766345.
- White, S. R.; Moore, J. S.; Sottos, N. R.; Krull, B. P.; Santa Cruz, W. A.; Gergely, R. C. R. (2014-05-08). Restoration of Large Damage Volumes in Polymers. Science. 344 (6184): 620–623. Bibcode:2014Sci...344..620W. doi:10.1126/science.1251135. PMID 24812399.

### Механохимия
- Hickenboth, Charles R.; Moore, Jeffrey S.; White, Scott R.; Sottos, Nancy R.; Baudry, Jerome; Wilson, Scott R. (2007-03-22). Biasing reaction pathways with mechanical force. Nature. 446 (7134): 423–427. Bibcode:2007Natur.446..423H. doi:10.1038/nature05681. PMID 17377579.
- Davis, Douglas A.; Hamilton, Andrew; Yang, Jinglei; Cremar, Lee D.; Van Gough, Dara; Potisek, Stephanie L.; Ong, Mitchell T.; Braun, Paul V.; Martínez, Todd J.; White, Scott R.; Moore, Jeffrey S.; Sottos, Nancy R. (2009-05-07). Force-induced activation of covalent bonds in mechanoresponsive polymeric materials. Nature. 459 (7243): 68–72. Bibcode:2009Natur.459...68D. doi:10.1038/nature07970. PMID 19424152.
- Caruso, Mary M.; Davis, Douglas A.; Shen, Qilong; Odom, Susan A.; Sottos, Nancy R.; White, Scott R.; Moore, Jeffrey S. (2009-11-11). Mechanically-Induced Chemical Changes in Polymeric Materials (PDF). Chemical Reviews. 109 (11): 5755–5798. doi:10.1021/cr9001353. PMID 19827748.
- Lee, Corissa K.; Davis, Douglas A.; White, Scott R.; Moore, Jeffrey S.; Sottos, Nancy R.; Braun, Paul V. (2010-11-17). Force-Induced Redistribution of a Chemical Equilibrium (PDF). Journal of the American Chemical Society. 132 (45): 16107–16111. doi:10.1021/ja106332g. PMID 20977210.
- Kryger, Matthew J.; Munaretto, Alexander M.; Moore, Jeffrey S. (2011-11-23). Structure–Mechanochemical Activity Relationships for Cyclobutane Mechanophores. Journal of the American Chemical Society. 133 (46): 18992–18998. doi:10.1021/ja2086728. PMID 22032443.
- Diesendruck, Charles E.; Steinberg, Brian D.; Sugai, Naoto; Silberstein, Meredith N.; Sottos, Nancy R.; White, Scott R.; Braun, Paul V.; Moore, Jeffrey S. (August 2012). Proton-Coupled Mechanochemical Transduction: A Mechanogenerated Acid (PDF). Journal of the American Chemical Society. 134 (30): 12446–12449. CiteSeerX 10.1.1.660.1536. doi:10.1021/ja305645x. PMID 22775564.
- Robb, Maxwell J.; Moore, Jeffrey S. (2015-08-21). A Retro-Staudinger Cycloaddition: Mechanochemical Cycloelimination of a β-Lactam Mechanophore (PDF). Journal of the American Chemical Society. 137 (34): 10946–10949. doi:10.1021/jacs.5b07345. PMID 26295609.

### Дизайн макромолекул
- Ghosh, Koushik; Moore, Jeffrey S. (2011-12-14). Foldamer Structuring by Covalently Bound Macromolecules. Journal of the American Chemical Society. 133 (49): 19650–19652. doi:10.1021/ja2087163. PMID 22085331.
- Finke, Aaron D.; Gross, Dustin E.; Han, Amy; Moore, Jeffrey S. (2011-09-07). Engineering Solid-State Morphologies in Carbazole–Ethynylene Macrocycles. Journal of the American Chemical Society. 133 (35): 14063–14070. doi:10.1021/ja204795q. PMID 21774541.
- Elliott, Erin L.; Hartley, C. Scott; Moore, Jeffrey S. (2011). Covalent ladder formation becomes kinetically trapped beyond four rungs. Chemical Communications. 47 (17): 5028–30. doi:10.1039/C1CC11242B. PMID 21445418.
- Gross, Dustin E.; Moore, Jeffrey S. (2011-05-24). Arylene–Ethynylene Macrocycles via Depolymerization–Macrocyclization. Macromolecules. 44 (10): 3685–3687. Bibcode:2011MaMol..44.3685G. doi:10.1021/ma2006552.
- Sisco, Scott W.; Moore, Jeffrey S. (2012-06-06). Directional Cyclooligomers via Alkyne Metathesis. Journal of the American Chemical Society. 134 (22): 9114–9117. doi:10.1021/ja303572k. PMID 22594936.

### Материалы для хранения энергии
- Blaiszik, Benjamin J.; Kramer, Sharlotte L. B.; Grady, Martha E.; McIlroy, David A.; Moore, Jeffrey S.; Sottos, Nancy R.; White, Scott R. (2012-01-17). Autonomic Restoration of Electrical Conductivity (PDF). Advanced Materials. 24 (3): 398–401. doi:10.1002/adma.201102888. PMID 22183927.
- Esser-Kahn, Aaron P.; Sottos, Nancy R.; White, Scott R.; Moore, Jeffrey S. (2010-08-04). Programmable Microcapsules from Self-Immolative Polymers (PDF). Journal of the American Chemical Society. 132 (30): 10266–10268. doi:10.1021/ja104812p. PMID 20662509.
- Odom, Susan A.; Tyler, Timothy P.; Caruso, Mary M.; Ritchey, Joshua A.; Schulmerich, Matthew V.; Robinson, Scott J.; Bhargava, Rohit; Sottos, Nancy R.; White, Scott R.; Hersam, Mark C.; Moore, Jeffrey S. (2012). Autonomic restoration of electrical conductivity using polymer-stabilized carbon nanotube and graphene microcapsules (PDF). Applied Physics Letters. 101 (4): 043106. Bibcode:2012ApPhL.101d3106O. doi:10.1063/1.4737935.
- Odom, Susan A.; Chayanupatkul, Sarut; Blaiszik, Benjamin J.; Zhao, Ou; Jackson, Aaron C.; Braun, Paul V.; Sottos, Nancy R.; White, Scott R.; Moore, Jeffrey S. (2012-05-15). A Self-healing Conductive Ink (PDF). Advanced Materials. 24 (19): 2578–2581. doi:10.1002/adma.201200196. PMID 22488916.
- Baginska, Marta; Blaiszik, Benjamin J.; Merriman, Ryan J.; Sottos, Nancy R.; Moore, Jeffrey S.; White, Scott R. (May 2012). Autonomic Shutdown of Lithium-Ion Batteries Using Thermoresponsive Microspheres (PDF). Advanced Energy Materials. 2 (5): 583–590. doi:10.1002/aenm.201100683.
- Blaiszik, Benjamin J.; Kramer, Sharlotte L. B.; Grady, Martha E.; McIlroy, David A.; Moore, Jeffrey S.; Sottos, Nancy R.; White, Scott R. (2012-01-17). Autonomic Restoration of Electrical Conductivity (PDF). Advanced Materials. 24 (3): 398–401. doi:10.1002/adma.201102888. PMID 22183927.